# Margaretamys elegans
Margaretamys elegans är en däggdjursart som beskrevs av Guy G. Musser 1981. Margaretamys elegans ingår i släktet Margaretamys och familjen råttdjur. IUCN kategoriserar arten globalt som nära hotad. Inga underarter finns listade i Catalogue of Life.
Denna gnagare är känd från två bergstrakter på Sulawesi. Området ligger 1600 till 2280 meter över havet. Kanske finns arten även i regionen mellan dessa bergstrakter. Habitatet utgörs av bergsskogar.
Vuxna exemplar är 16,5 till 19,7 cm långa (huvud och bål), har en 22,0 till 28,6 cm lång svans och väger 85 till 150 g. bakfötterna är 3,5 till 3,9 cm långa och öronen är 2,3 till 2,7 cm stora. Med sin yviga svans påminner arten om en ekorre trots att den tillhör råttdjuren. Den tjocka och mjuka pälsen på ovansidan har en brun grundfärg med rödbruna ställen på bålens sidor samt med inslag av svart på ryggens topp. Undersidan är täckt av ljusgrå till vit päls. En svartbrun ring kring varje öga är sammanlänkad med den svartbruna nosen vad som liknar en ansiktsmask. Huvudet kännetecknas dessutom av långa morrhår som kan vara upp till 8,3 cm långa samt av genomskinliga bruna öron. De vitaktiga klorna stor i kontrast till de gråbruna händer och bakfötter. Svansens första halva är mörk och fram mot spetsen blir håren som täcker svansen ljus samt längre. De bildar så en stor tofs. Hos ungdjur är ovansidans päls mer enhetlig gråbrun och pälsen på händer och fötter är ljusare. Antalet spenar hos honor är tre par.
Individerna går på marken och klättrar i träd. Liksom ekorrar riktar de huvudet nedåt när de klättrar nedanför trädstammar eller klätterväxter. Födan utgörs av frukter från träd som arter av släktena Pandanus och Elaeocarpus eller av låga växter som av blåbärssläktet. De kompletteras med några nattfjärilar, syrsor och cikador. Honor föder upp till två ungar per kull.